# Theristria taroom
Theristria taroom là một loài côn trùng trong họ Mantispidae thuộc bộ Neuroptera. Loài này được Lambkin & New miêu tả năm 1994.